# George Pușcaș
George Pușcaș (Marghita, Rumania, 8 de abril de 1996) es un futbolista rumano. Juega de delantero en el Bodrum F. K. de la Superliga de Turquía.

## Selección nacional

### Participaciones en Eurocopas
| Copa          | Sede     | Resultado        | Partidos | Goles |
| ------------- | -------- | ---------------- | -------- | ----- |
| Eurocopa 2024 | Alemania | Octavos de final | 2        | 0     |

## Clubes
| Club                      | País       | Año       |
| ------------------------- | ---------- | --------- |
| F. C. Bihor Oradea        | Rumania    | 2012      |
| Inter de Milán            | Italia     | 2013-2019 |
| F. C. Bari (cedido)       | Italia     | 2015-2016 |
| Benevento Calcio (cedido) | Italia     | 2016-2018 |
| Novara Calcio (cedido)    | Italia     | 2018      |
| U. S. Palermo (cedido)    | Italia     | 2018-2019 |
| Reading F. C.             | Inglaterra | 2019-2023 |
| Pisa S. C. (cedido)       | Italia     | 2022      |
| Genoa C. F. C. (cedido)   | Italia     | 2022-2023 |
| Genoa C. F. C.            | Italia     | 2023-2024 |
| S. S. C. Bari (cedido)    | Italia     | 2024      |
| Bodrum F. K.              | Turquía    | 2024-     |